# Counterfeit e.p.
Counterfeit e.p. è il primo EP da solista del musicista britannico Martin L. Gore, membro dei Depeche Mode, pubblicato nel 1989.
Contiene sei cover realizzate da Gore, registrate in un periodo di pausa della band subito dopo l'uscita dell'album, e il rispettivo tour, Music for the Masses.

## Tracce
1. Compulsion – 5:26 (Joe Crow) – originariamente di Joe Crow
2. In a Manner of Speaking – 4:19 (Winston Tong) – originariamente dei Tuxedomoon
3. Smile in the Crowd – 5:02 (Vini Reilly) – originariamente dei The Durutti Column
4. Gone – 3:28 (Fellows/Glaisher/Peake/Bacon) – originariamente dei Comsat Angels
5. Never Turn Your Back on Mother Earth – 3:02 (Ron Mael) – originariamente degli Sparks
6. Motherless Child – 2:48 – tradizionale

## Formazione
- Registrato da Rico Conning ai Sam Therapy Studios, Londra
- Prodotto da Martin Lee Gore e Rico Conning